# الارتباط متعدد التكرارات
الارتباط متعدد التكرارات، تقنيةً لتقدير الارتباط بين متغيرين كامنين مستمرين مفترضين موزعين توزيعًا طبيعيًا، من متغيرين ترتيبيين مُلاحظين. يُعد الارتباط رباعي التكرارات حالةً خاصة من الارتباط متعدد التكرارات، وينطبق عندما يكون كلا المتغيرين المُلاحظين ثنائيي التفرع. اشتُقت هذه الأسماء من السلسلتين متعدد التكرارات ورباعي التكرارات المُستخدمتين لتقدير هذه الارتباطات.